# Кетрис, Марина Петровна
Мари́на Петро́вна Ке́трис (род. 7 июля 1938, Дно, Ленинградская область) — советский и российский геолог, старший научный сотрудник лаборатории литологии и геохимии осадочных формаций Института геологии Коми НЦ УрО РАН (г. Сыктывкар), лауреат премии имени А. П. Виноградова (2011), жена Я. Э. Юдовича.

## Биография
Родилась 7 июля 1938 года в г. Дно Псковской области в семье связиста (отец) и фармацевта (мать).
В 1960 году окончила геологический факультет Ленинградского университета.
В 1968 году уехала в Институт геологии Коми филиала АН СССР (сейчас Коми научный центр УрО РАН), не став защищать полностью готовую кандидатскую диссертацию по геохимии Сысертского метаморфического комплекса на Среднем Урале и занявшись геохимией осадочных пород.
Совместно с Я. Э. Юдовичем опубликованы десятки статей и 26 отдельных изданий (монографий и брошюр) в области:
- геохимии углей (1985, 2002, 2001 (уран), 2004 (торий), 2004 (ванадий), 2004 (германий), 2004 (мышьяк), 2005 (селен), 2005 (токсичные элементы), 2006 (ценные элементы), 2007 (ртуть), 2008 (библиография);
- геохимии черных сланцев (1988, 1994, 1997; англоязычная, с библиографией);
- региональной геохимии и минералогии  хрома (1998);
- региональной геохимии и рудогенезу черносланцевых толщ Севера Урала (1998) и Пай-Хоя (1998);
- глиноземистым и железистым породам Приполярного Урала (2003);
- региональной геохимии древних толщ на Севере Урала (2006);
- геохимии карбонатных пород (1976 – депонирована);
- основам литохимии (2000), конкретным проблемам литохимии (2006),
- минеральным индикаторам литогенеза (2008);
- геохимической и минералогической диагностике продуктов вулканизма в осадочных толщах (2010);
- геохимической диагностике литогенеза (2011)

## Награды
- Премия имени А.П. Виноградова (РАН, 2011) — за цикл работ по геохимии и геохимической экологии ископаемых углей
- Премия имени академика Л.Д. Шевякова (УрО РАН, 19 февраля 2015) — за монографию «Геохимия марганца»
- Почётный ветеран Уральского отделения РАН (17 декабря 2019) — за достигнутые трудовые успехи и многолетнюю плодотворную работу